# 地球の長い午後
『地球の長い午後』（ちきゅうのながいごご、原題 Hothouse（温室）、アメリカではThe Long Afternoon of Earth）は、ブライアン・W・オールディスのSF小説。1962年に出版され、同年、短編小説部門でヒューゴー賞を受賞した。当初は5編の短編であったが、出版時に一冊にまとめられた。

## あらすじ
はるか未来、寿命が尽きかけ膨張した太陽のもと、地球の自転は停止し地上には永遠の昼と夜が現れた。熱帯と化した昼の世界では、巨大に進化したベンガルボダイジュが大陸を覆い尽くし、移動できるようになった食肉植物が絶滅の危機にある動物にかわって地上を跋扈していた。文明を失った人類は弱肉強食の世界でグループを作り細々と生きていた。身勝手な行動を繰り返した末、少年グレンはグループを追われてしまった。そこに頭をよくするから君に寄生させてくれ、と言って「アミガサダケ」が現れ……。

## 登場人物
リリヨー
この作品の序章における主人公。部族の長たる勇敢な女性。序章の終わりで、部族の信仰に従い、他の大人達を率いて月へと旅立つ。その後、月の持つ不思議な力により鳥人となる。
フロー
リリヨーの親友。リリヨーとともに月へ旅立ち、鳥人となる。
ヘアリス
部族で唯一の成人男性。危急の際には武器を手にするが、普段は「女は男を守り、男は女に守られる」という掟の通り、外敵に襲われない安全な場所で過ごしている。後にリリヨーとともに月へ旅立ち、鳥人となる。
トイ
リリヨー達が月へ旅立った後の部族の長。勝気な性格の10歳の少女。しばしばグレンと揉め事を起こす。
グレン
この作品の本編における主人公。9歳の少年。知恵はあるが、やや捻くれた性格。男性でありながら幾度もトイに反抗したため、部族から追放される。その後、アミガサダケと一体化してより高い知能を手に入れるが、代償として身体の自由を失う。ポイリーやヤトマーとともに地上を放浪する。
ポイリー
トイやグレンと同じ部族の少女。トイの親友であったが、グレンが追放された際には彼に味方した。その後、部族と訣別してグレンに同行する。
ヤトマー
牧人（まきびと）という、グレンとは異なる部族に属す少女。一人で食べ物を集めていたところを、アミガサダケに操られたグレンとポイリーに襲われる。当初はアミガサダケに脅されつつ案内人としてグレンに付き従うが、牧人のもとへ帰れないほど遠くへ行き過ぎてしまったため、正式にグレンに同行する。グレンとの間にレアレンという名の子を孕む。
アミガサダケ
高度の知能を有するキノコ。知恵と知識は優秀だが、非常に利己的で傲慢。自ら移動することはできず、他の動物の頭部に寄生し、彼の身体を操ることで生き長らえる。記憶を共有したまま分裂することができる。地上で暮らす全ての動物に寄生しようという野心を抱いており、手始めにグレンとポイリーに接近する。
ソーダル・イー
ウミツキと呼ばれる部族の王。イルカのような姿の動物であり、生気を失った人間の従者に自身を運ばせて移動する。放浪中のグレン一行に出会い、彼らを従えようとする。全知全能の存在を自称している。
バンド・アッパ・ボンディ
月で暮らす鳥人の長。とりこと呼ばれる畸形の賢者達の命令に忠実に従う。月へ舞い降りたリリヨー達を迎え入れる。

## 日本語訳
- 『地球の長い午後』伊藤典夫訳、早川書房<ハヤカワ・SF・シリーズ3139>、1967年4月
- 『地球の長い午後』伊藤典夫訳、早川書房<ハヤカワ文庫SF224>、1977年1月 ISBN 4-15-010224-4